# Apeadero Casimiro Gómez
Casimiro Gómez era una apeadero ferroviario ubicado en las áreas rurales del Departamento Gobernador Dupuy, sobre la Ruta Nacional 188, Provincia de San Luis, Argentina.

## Ubicación
La estación se encontraba en el km 653,0 desde la estación Once. Se encuentra a 1 km del límite con la provincia de La Pampa.

## Historia
La estación fue inaugurada en 1907 por el Ferrocarril del Oeste. En 1948 pasó a formar parte del Ferrocarril Domingo Faustino Sarmiento. Fue clausurada para todo tipo de servicios el 5 de agosto de 1977.